# Amy Ziering
Pour les articles homonymes, voir Ziering.
Amy Ziering, née en 1962 au Massachusetts, est une réalisatrice et productrice américaine.

## Biographie
Amy Ziering naît des chefs d'entreprise et philanthropes américains de Los Angeles, Sigi (en) et Marilyn Ziering (en).
Elle a suivi les cours de l'Amherst College avant de poursuivre ses études à l'Université Yale, où elle a étudié avec Jacques Derrida.
Amy Zierin est mariée avec le cinéaste Gil Kofman. Le couple réside à Brentwood et a trois filles.

## Filmographie

### Comme réalisatrice
- 2002 : Derrida
- 2020 : On the Record (documentaire) - coréalisé avec Kirby Dick

### Comme productrice
- 1998 : Taylor's Campaign
- 2002 : Derrida
- 2007 : The Memory Thief
- 2009 : Outrage
- 2012 : La Guerre invisible (The Invisible War)
- 2015 : The Hunting Ground

## Distinctions
La Guerre invisible
- 2012 : 
  - Festival de Sundance : prix du public pour le meilleur documentaire américain
  - Women Film Critics Circle Awards : prix Adrienne Shelly
- 2013 : 
  - Independent Spirit Awards : prix du meilleur documentaire
  - Oscars du cinéma : nomination pour l'Oscar du meilleur documentaire (avec Kirby Dick)